# Fonds de péréquation
Le fonds de péréquation est un système de transfert d'impôts entre les administrations publiques à échelle plus ou moins locale. Le but d'un tel système est de rétablir les différences de richesses entre les régions, et, par exemple, de permettre à certains services publics locaux de fonctionner.

## Nature du fonds de péréquation
Par péréquation, on entend le bon fonctionnement d'une administration locale, d'un service public,...